# Івашківці (зупинний пункт)
Іва́шківці — пасажирський залізничний зупинний пункт Тернопільської дирекції Львівської залізниці.
Розташований неподалік від села Івашківці, Збаразький район, хоча територіально розташований у Тернопільському районі Тернопільської області на лінії Тернопіль — Ланівці між станціями Тернопіль (16 км) та Збараж (8 км).
Станом на травень 2019 року щодня дві пари дизель-потягів прямують за напрямком Ланівці — Тернопіль-Пасажирський.